# Samotràcia
Samotràcia (Σαμοθρᾴκη, grec modern: Samothraki, llatí: Sanctus Mandrachi, en turc: Semedirek o Semadirek) és una illa grega de la regió de Tràcia, a l'Hebros, amb una superfície de 178 km² i una població de 359 persones el 2021 (el 1981 eren 2.871 habitants).

## Història
Els antics noms de l'illa foren Dardània, Electris, Melite i Leucòsia.
Samotràcia no era un estat d'importància política a l'antiga Grècia, ja que no té ports naturals i la major part de l'illa és massa muntanyosa per a l'agricultura: el mont Fengari s'eleva a 1.611 m. Va ser, però, la llar del Complex de Samotràcia, lloc d'importants cerimònies religioses hel·lèniques i prehel·lèniques. Entre els que van visitar aquest santuari per iniciar-se en el culte de l'illa hi havia Lisandre d'Esparta, Felip II de Macedònia i Luci Calpurni Pisó Cesoni, sogre de Juli Cèsar.
Fou probablement colonitzada per tracis i més tard per eolis i jonis. Apareix en la història quan van donar suport a Xerxes en la seva invasió de Grècia. L'illa governava algunes posicions a la costa de Tràcia i gaudia del dret d'asil inviolable. Heròdot esmenta Sale, a la part oest de la desembocadura de l'Hebros, i no lluny de Zone i de Dorisc, com una de les colònies de Samotràcia.
El 478 aC va ingressar a la Lliga dèlica dirigida per Atenes, però el 405 aC fou ocupada pels espartans, que van instal·lar-hi un govern oligàrquic. El 387 aC es va declarar la independència de tots els estats grecs; el govern de l'illa va ingressar a la segona Lliga atenenca (377 aC), a la qual va pertànyer 20 anys. Va caure sota influència del Regne de Macedònia el 346 aC i durant les lluites dels diàdocs va quedar en mans de Lisímac de Tràcia, a la mort del qual va recuperar la independència i fou aliada d'Egipte. La guerra dels Ptolemeus i selèucides que va acabar el 241 aC mantenia per Egipte Efes, Milet, Priene, Samos, Lebedos, el sud de Jònia, Cària, Lícia, Pamfília, Cilícia occidental i Celesíria, així com els territoris que dominava a Tràcia (Abdera, Cípsela, Samotràcia, Sestos i el Quersonès traci).
Després va passar sota influència dels selèucides fins a la Batalla de Magnèsia del Sipilos.
Fou aliada de Roma després del 189 aC i fou primer una ciutat o estat lliure i després unida a una província romana. Sota els romans d'Orient fou part del tema de Tràcia. Va patir incursions dels eslaus i dels àrabs.
El 1205 fou ocupada pels venecians i governada per la família Dandolo, però els emperadors de Nicea la van ocupar el 1222. El 1330 fou atacada per Umur d'Aidin. El 1386 l'emperador en va donar el feu als Gattilusio de Lesbos. El 1455 va passar a una branca dirigida per Francesc III Gattiluso (que incloïa Tasos com a lloc principal), el qual el 1456 va ser atacat per la flota otomana de Mehemmed Fatih (4 de juny de 1456), que va causar un contraatac de la flota del papa dirigida pel cardenal Scarampo. Però els otomans el 1457 van ocupar Samotràcia. Els venecians la van ocupar el 1466 i vers el 1470 els 200 habitants que hi quedaven la van abandonar; l'illa va tornar als otomans pel tractat de 1479. Venècia la va atacar el 1502. Els venecians van derrotar els turcs en una batalla naval als Dardanels el 1656 i van ocupar Tenedos, Lemnos i Samotràcia, però foren recuperades pels turcs el 1657. El 1698 l'almirall venecià Dolfin va derrotar els otomans, que es van haver de retirar cap als Dardanels i per un temps els venecians van dominar de facto les illes del nord de la mar Egea on van recaptar impostos (Samotràcia tornava a estar poblada). El 1821 l'illa fou assolada per la flota de Kara Ali, que va matar la població grega masculina i va esclavitzar dones i infants. Els supervivents van retornar a l'illa el 1827. Es van fer algunes excavacions i el 1863 els otomans van autoritzar el francès Champoiseau a emportar-se l'estàtua de la Victòria alada.
El 19 d'octubre de 1912 fou ocupada per la flota grega i va passar a Grècia i la seva possessió fou confirmada pel tractat de Bucarest de 10 d'agost de 1913, que va posar fi a la Segona Guerra balcànica. En la II Guerra Mundial va estar sota domini de Bulgària de 1941 a 1944 com a part de Tràcia occidental.